# Campylopus pseudobicolor
Campylopus pseudobicolor là một loài rêu trong họ Dicranaceae. Loài này được Müll. Hal. ex Renauld & Cardot mô tả khoa học đầu tiên năm 1896.